# Тиберіуш Ковальчик
Тиберіуш Ковальчик (пол. Tyberiusz Kowalczyk, нар. 1979, Польща, Леґниця) — відомий польський стронгмен. Чемпіон Центральної Європи зі стронґмену 2007 в парах а також Найсильніша Людина Польщі того ж року.
Займатися силовими вправами почав у віці 18 року. У 2003 році брав участь у змагання за право володіти Кубком Польщі зі стронґмену. Здобув освіту в галузі інженерії. Має дружину на ім'я Барбара. У 2010 році був обраний членом ради що займається управління міста Леґниця від Союзу демократичних лівих сил. Згодом покинув цю політичну силу і приєднався до іншого політичного об'єднання — Європа Плюс.

## Власні скутки
- Присідання — 330 кг
- Вивага лежачи — 265 кг
- Мертве зведення — 330 кг